# Giorgio Visintin
Giorgio Visintin (Monfalcone, 6 dicembre 1929 – Segrate, 30 settembre 2014) è stato un partigiano e antifascista italiano.

## Biografia

### La famiglia
Giorgio Visintin viene alla luce nel quartiere proletario dei Cantieri Riuniti dell'Adriatico (CRDA). Il padre Giuseppe, è tecnico elettromeccanico al cantiere, si interessa soprattutto di alpinismo e sarà fra i fondatori del Club Alpino Italiano di Monfalcone, mentre la madre Maria Emma Fantin è una coraggiosa libertaria: i suoi parenti sono militanti dell'antifascismo giuliano più deciso; lo zio da parte di madre Camillo Donda è un comunista che verrà catturato dall'OVRA il 1º giugno 1934 subendo una condanna a 18 anni di carcere mentre il prozio di Giorgio Visintin, cioè lo zio della madre, è un dirigente socialista e deve nascondersi in casa Visintin perché i fascisti gli danno la caccia, il fratello della madre Mario assumerà il nome di battaglia Sasso e sarà il comandante, durante la guerra di Liberazione, della Divisione d'assalto Natisone operante nella zona dell'Isonzo e in Slovenia. Anche la zia paterna Rosina Visintin Gasser avrà un ruolo di spicco nella Resistenza. Il cognato di "Sasso", Mario Modotti ("Tribuno"), sarà al comando della Brigata Garibaldi - Osoppo "Ippolito Nievo" riuscendo a unire la corrente politica comunista e quella azionista, alla base della formazione e verrà fucilato il 9 aprile 1945 dopo esser stato preso durante un'azione partigiana.

### La formazione antifascista
Giorgio Visintin incomincia a formarsi politicamente già nell'infanzia e nel 1939, in quinta elementare a Panzano, assiste ad una vivace diatriba fra il padre, che da "austriacante" ha qualche simpatia per i tedeschi, e lo zio Giovanni in quel momento ospite dei Visintin per non esser preso dai fascisti. Quando nel 1941 la Germania invade la Jugoslavia e l'Italia occupa la Slovenia, Giorgio è un ragazzino di 12 anni e con la famiglia nell'estate si reca a San Daniele sul Carso presso Giuseppina Furlan, che ricopre l'incarico di segretaria del fascio del paese per quanto concerne la sezione femminile.

### L'incontro con Stojan Furlan ed i suoi compagni
Giuseppina Furlan è la madre di Stojan Furlan seminarista diciassettenne di idee comunista e sarà uno dei principali animatori nelle vicende della Resistenza della zona di Gorizia.
Stojan è molto deciso, è già in contatto con albanesi, che gli raccontano i soprusi compiuti dagli invasori italiani. Frequentando Stojan Furlan incontra numerosi antifascisti Sloveni che hanno tutta l'intenzione di organizzare bande partigiane per contrastare i nazifascisti. Fra questi conosce anche il ventunenne Giovanni Premoli, già ufficiale dell'Esercito Italiano, futuro animatore della Resistenza organizzata sul Collio dopo l'insurrezione di Gorizia.
Il giovanissimo Visintin apprende dai suoi amici i rudimenti del marxismo e assiste anche alle discussioni su ipotesi di formazione di bande armate antifasciste, da cui le prime azioni di guerriglia nella regione Giulia. Stojan Furlan il 3 febbraio 1942 guiderà la prima Compagnia d'assalto slovena che porterà ingenti danni alla più lunga galleria del Carso sabotando i binari mentre i fascisti tenteranno fino all'estremo di nascondere l'azione partigiana onde non servisse da innesco ad una rivolta generale nella zona.

### Giorgio Visintin e la guerriglia
Giorgio Visintin appena tredicenne esce da scuola cantando canzoni libertarie assieme ad un suo amico di nome Sies ed a quel punto intervengono studenti fascisti, ma il ragazzo estrae la pistola di tasca e li mette in fuga sparando colpi in aria. Subito dopo viene catturato, ma la cosa viene interpretata come atto di bullismo. All'inizio del 1944 abbandona la scuola e comincia a portare attacchi ai nazifascisti assieme ad altri compagni utilizzando il nome di battaglia dello zio, Sasso, o Tempesta (quando è aggregato alla brigata Garibaldi - Trieste) o Lupo (quando combatte con la Divisione Garibaldi-Natisone). Viene ferito e curato di nascosto nell'ospedale di Monfalcone; catturato 5 volte, per ben 5 volte gli riesce la fuga.
Il quarto arresto lo subisce nei dintorni di Opicina (luogo tristemente noto per una strage dei nazifascisti) ed è il servizio di sicurezza germanico chiamato Sicherheitsdienst (SD) che si occupa della sua cattura, ma ancora una volta riesce a sfuggire alla fucilazione. Scappato da Sesana qualche giorno dopo si riunisce alla banda partigiana operante a Ranziano-Voghersca. Quando ormai la resa dei fascisti è cosa fatta e la lotta armata sembra conclusa, si presenta assieme al padre nella Scuola Magistrale di Gorizia dove dovevano esser depositate armi, ma è una trappola a cui riesce a sfuggire grazie allo zio Mario Fantin. Quest'ultimo riesce a far liberare anche diversi miliziani partigiani presi come prigionieri dai partigiani sloveni. Fra questi vi era pure il padre di Giorgio che, pur non essendo partigiano combattente, era stato catturato quando il figlio era andato a depositare le armi.

### Immediato dopoguerra
L'anno successivo alla Liberazione vi sono manifestazioni per Gorizia italiana e Giorgio Visentin vi partecipa. Il primo congresso dell'ANPI del 1947 vede una spaccatura fra due anime delle brigate partigiane ovvero fra l'ANPI e l'Associazione Partigiani Giuliani (APG), di tendenza filo-jugoslava per cui insieme con Ferruccio Bozzini, di Gorizia, e dopo, con Ladi Dornik, comandante partigiano, ripercorrono l'itinerario fatto durante la Resistenza da un paese all'altro per spiegare ai partigiani jugoslavi il perché è consigliabile che convergano nell'ANPI soprattutto visto il periodo storico e i vicini trascorsi. Il lavoro è difficile e occupa i mediatori per quasi due anni ma alla fine porta all'unificazione.

### Il lavoro di documentazione del dopoguerra
Nel 1951 Giorgio compie il servizio di leva prima presso CAR di Brescia, poi alla Scuola “Cavalleria blindata” di Tor di Quinto. Negli anni seguenti la Liberazione si mette a scrivere un "diario" che per mole di documentazione ed immagini disponibili nel suo archivio privato è ritenuto di grossa importanza per la ricostruzione del periodo inerente all'occupazione dei nazifascisti. Vi son riportate prove documentali delle atrocità compiute dagli Ustascia di Ante Pavelić, la condanna decisa del cardinale Eugène Tisserant, in cui il cardinale li accusa dello sterminio di 350 000 ortodossi serbi senza distinzione di sesso e età e di un gran numero di ebrei, zingari e musulmani in un unico anno.
Nel prosieguo, Visintin ricostruisce e pubblica un video, la 14ma Brigata d'assalto Garibaldi Trieste, in cui viene spiegata la vita dei partigiani durante la Liberazione della Regione Giulia. Con il suo archivio fotografico contribuisce alla documentazione visiva, nel 1970, al volume Corpo Volontari della Libertà, edito a cura del Comune di Milano nel 1975, presentato dal comandante partigiano Aldo Aniasi e da Antonio Greppi, sindaco di Milano. Nel 1985 con gli ex partigiani Piero Grandi, Battista Guerrini, Ciro Lilloni, Bruno Golo (ex comandante della 181.ma Brigata Garibaldi), tutti con incarichi già in ANPI, costituisce la sezione ANPI di Segrate. Qualche anno dopo Visintin è designato a svolgere l'incarico di Presidente della Vigilanza della Città di Milano, e rimane in carica fino al 1992. La sua azione nell'ANPI prosegue ed importante è la sua posizione del 2004 relativamente al revisionismo storico per cui durante le celebrazioni del 59º anniversario della Liberazione mette in chiaro quanto appurato storicamente sia a livello generale sia a livello particolare per l'invasione da parte dei nazifascisti in Jugoslavia ricordando il campo di concentramento di Gonars, adesso sede di un "sacrario", dove morirono per stenti ed infezioni più di 500 in gran parte donne e bambini. Parla anche della foiba di Basovizza dove alcuni storici reputano che furono gettate circa 200 persone e della Risiera di San Sabba dove più di cinquemila antifascisti ed ebrei furono trucidati dai nazifascisti e fascisti dipendenti dall'Ispettorato Speciale di Polizia per la Venezia Giulia che funzionava dal 1942 e aveva come uomini di punta i torturatori Giuseppe Gueli e Gaetano Collotti, quest'ultimo strettamente legato alla vicenda di Ercole Miani.

## Opere
- con Tomaž Mihelič, Petra Vrh Vrezec, Non trascuriamo i colleghi di parete!, 2007
- con Marjan Ravnik, Željko Narančić, Velimir Šimičić, Dunja Hvastija, Ante Carević, Tanja Koprivc, Dolores Selan, Verso l'economia di mercato: progetti di investimenti esteri in Jugoslavia, 1990
- con Rok Zelenko, Dejan Mehmedovič, Berislav Valušek, Miro Dellore, Sergio Gobbo, Inferno: slikarjeva izkušnja 1980-95 = l'esperienza d'un pittore 1980-95, 1997
- Il Teatro del popolo di Capodistria (1951-'54)
- Ricordando il Teatro del popolo di Capodistria
- Guerra di Liberazione sui Confini Orientali, 4 giugno 1942 -7 maggio 1945, Milano 1975
- Diario di Guerra, editore Gruppo Informazione Formazione della Cooperativa Edificatrice Segratese, 2003
- Antifascismo e guerra di Liberazione nella regione Giulia (14ª Brigata d'assalto Garibaldi Trieste, videocassetta